# کلوئیزبرژان
شهر کلوئیزبرژان (به فرانسوی: Kluisbergen) در شهرستان اودنرد در استان فلاندری شرقی در منطقه فلاندری در کشور بلژیک واقع شده‌است.